# Ministère de l'Environnement (Haïti)
Pour les articles homonymes, voir Ministère de l'Environnement.
Le ministère de l’Environnement (MdE) est un ministère du gouvernement d'Haïti chargé de l'environnement et des ressources naturelles en Haïti.
Moïse Jean-Pierre Fils en est le ministre depuis 13 juin 2024. 

## Mission
Le ministère de l'Environnement a été créé en novembre 1994 par le gouvernement d'Haïti afin de promouvoir le développement durable et d’agir pour la conservation de l'environnement.
Dans le cadre de sa mission, le Ministère de l’Environnement doit, entre-autres :
1. Définir et mettre en œuvre les politiques nationales dans le domaine de l’environnement ;
2. Élaborer, appliquer et faire appliquer des normes environnementales, des lois et textes réglementaires qui facilitentla protection et la réhabilitation de l’environnement ;
3. Renforcer la résilience des systèmes socio-écologiques et des paysages naturels ;
4. Faire appliquer la politique nationale de protection et de reconstitution du couvert forestier ;
5. Définir une politique nationale visant à promouvoir l’adoption d’énergies propres renouvelables ;
6. Assurer la protection, la réhabilitation et la mise en valeur des sites et des paysages naturels ;
7. Développer une stratégie nationale d’éducation relative à l’environnement ;
8. Assurer la protection contre la pollution et les diverses nuisances ;
9. Préserver et restaurer les écosystèmes terrestres, côtiers et marins ;
10. S’assurer de la gestion durable des ressources en eau et freiner leur utilisation incontrôlée ;
11. Prévenir la diminution de la biodiversité et la disparition de la faune et de la flore ;
12. S’assurer de la gestion des bassins versants et contribuer à la protection de la population contre les risques et désastres naturels ;
13. Généraliser la pratique des évaluations environnementales et sociales pour toute stratégie ou action susceptible d'avoir un impact sur l'environnement ;
14. Aider et encadrer les Collectivités Territoriales dans leurs activités de développement liées a l'environnement ;
15. Acompagner l’émergence et la participation d'organisations de la société civile dans la gestion de l'environnement ;
16. Aider au renforcement des capacités en matière de gestion de l’environnement ;
17. Assurer la coordination et la supervision des interventions des organismes publics et privés, nationaux ou internationaux dans le domaine de la protection de l’environnement ;
18. Contribuer au développement et à la gestion de pôles géographiques de croissance en regard de leurs incidences sur la démographie, les migrations et l’environnement ;
19. Orienter la recherche dans le domaine de l’environnement ;
20. Participer à l’élaboration des accords internationaux dans le domaine de l’environnement et veiller à leur application ;
21. Assurer la coordination, la régulation et le contrôle de toute action publique ou privée concernant l'environnement.